# Bert Brandt
Bert Brandt (* 3. Januar 1940) ist ein deutscher Schauspieler, Regisseur, Drehbuchautor und Synchronsprecher.

## Filmographie (Auswahl)
- 1947: Zigeunerblut (Synchronstimme)
- 1950: Unter Geheimbefehl (Synchronstimme)
- 1951: Entscheidung vor Morgengrauen
- 1952: Der große Zapfenstreich
- 1953: Zaubernächte des Orients (Synchronstimme)
- 1954: Das fliegende Klassenzimmer
- 1954: Das unsichtbare Netz
- 1955: Es geschah am 20. Juli
- 1955: Marianne
- 1956: The River Changes
- 1960: Lida lernt deutscher
- 1961: Jugend sieht Deutschland
- 1965: Kohle 65